# Raj Mohan

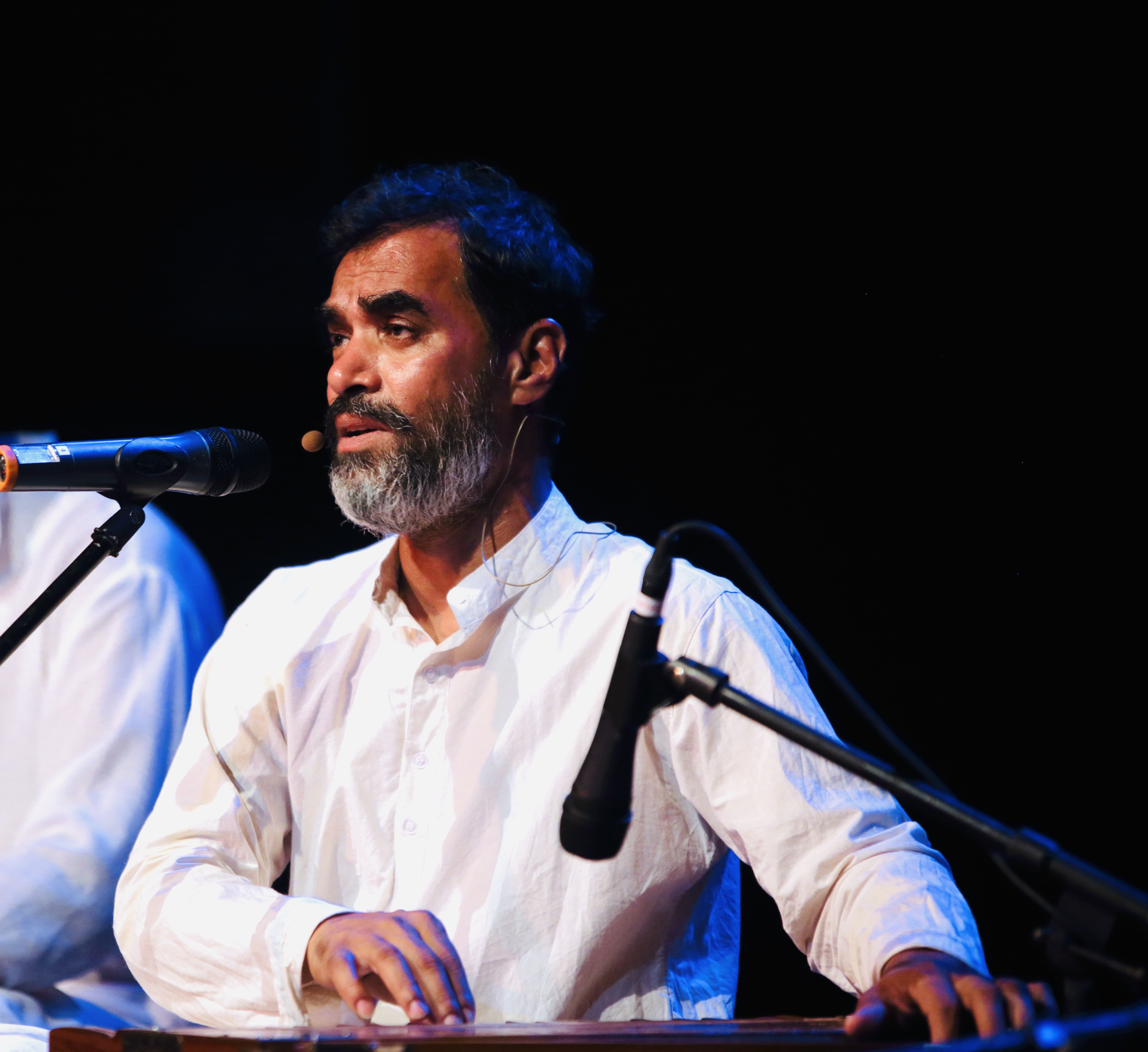
Raj Mohan

Radjkapoer (Raj) Mohan (Paramaribo, 28 augustus 1964) is een Surinaams-Nederlandse musicus, zanger, componist, singer-songwriter en dichter.

## Leven
Raj Mohan is de zoon van Hindostaanse ouders, wier voorouders als contractarbeiders uit Brits-Indië naar Suriname kwamen. Op zijn twaalfde ging Raj Mohan naar Nederland: hij kwam aan op 6 november 1974. Hij groeide op in Utrecht. Al jong bekwaamde hij zich in de muziek. Hij was een leerling van de zangdocent en sitarmeester Ustad Jamaluddin Bhartiya (Amsterdam/Mumbai).

## Werk

### Musicus
Als oprichter en artistiek leider van Stichting Poorvi organiseert en produceert Mohan kunst- en cultuuractiviteiten en concerten in binnen- en buitenland voor zijn verschillende muziekensembles zoals Raj Mohan Ensemble, zijn popband Daayra, Shai'rana en het Raj Mohan Kwartet. Met zijn ensembles geeft hij met grote regelmaat concerten in India, Suriname, Mauritius, Nepal en verschillende Europese landen. In 2013 trad hij op op het internationaal Kayenn Jazzfestival in Frans Guyana. In 2014 in Kolkata (India), in april 2017 maakte hij een tournee door India (Delhi, Kushinagar en Allahabad (UP), Arrah (Bihar) en Kolkata), in december 2019 opnieuw (Delhi, Azamgarh en Kolkata).
Behalve met zijn eigen formaties heeft hij opgetreden met gerenommeerde artiesten als Anup Jalota (India), Ghulam Ali (Pakistan), Denise Jannah (Nederland/Suriname), Najma Akhtar (Groot-Brittannië), Manoj Tiwari (India) en in Nederland met het Metropole Orkest en het Residentie Orkest (op 13 november 2020 gaf Raj Mohan het nationale Divali (solo) concert samen met dit orkest). Van 2017-2019 werkte hij mee aan de dansproducties van de choreograaf Shailesh Bahoran, Blood.
Als gastprogrammeur is hij werkzaam geweest voor de Stadsschouwburg Utrecht (2006-2012) voor het Indiase dansprogramma. In 2009 adviseerde hij de Koninklijke Schouwburg Den Haag voor het festival In de sporen van India.

### Adviseur
Behalve als kunstenaar is hij ook actief als adviseur m.b.t. kunsteducatie, cultuurparticipatie en interculturaliteit. Hij was zes jaar (2002-2008) lid van de adviescommissie bij de Gemeente Utrecht ter beoordeling van subsidieaanvragen en van 2009-2015 adviseur bij het Nederlands Fonds Podiumkunsten. Sinds 2015 is hij commissielid bij het Prins Bernhard Cultuurfonds.
Mohan heeft de muziek gecomponeerd en gezongen voor de Indiase film Papihra. Deze komt uit in India in het najaar van 2021.

### Docent
Raj Mohan heeft gastcolleges gegeven bij  Fontys Hogeschool voor de Kunsten. In 2015-2016 was hij docent Indiase muziek aan SKVR muziekschool Rotterdam. In 2016-2017 was hij docent Hindoebasisschool Krishna Utrecht en Hindoebasisschool Ganesh in Almere. Daarnaast geeft hij privé zanglessen.
In 2020 werd hij benoemd tot adjunct-professor aan de Faculteit van de Mahatma Gandhi Central Universiteit Bihar (MGCUB) ter ondersteuning van Diasporastudies (Inauguratie van de studie op 21 januari 2021).

## Discografie
- Kaale Baadal (Main Ghazal Hoon) (1998)
- Krishna Murari mere (Bhajans met Anup Jalota) (2000)
- Kantráki (2005)
- Daayra (2011)
- Dui mutthi (2013)

## Muziekvideo’s
- I tor sahar (album: Daayra)
- Jab aawa jaahi (album: Daayra)
- Kantráki (album: Dui mutthi & Kantráki)
- Sundar subhumi bhaiya (Ter gelegenheid van onafhankelijkheidsdag van India 2020)
- Baadal (album: Main ghazal hoon)
- I tor sahar live (album: Daayra)
- Mutthi (album: Dui mutthi)
- Chini go: Rabindranath Tagore (In opdracht van de Nederlandse ambassade in India.)
- Mutthi live with The Metropole Orchestra (Ter gelegenheid van 140 jaar Hindostaanse immigratie en lancering van album: Dui mutthi.)
- Ja ja re sugna ja re (cover)
- More balapan live (baithak gana) (Ramdew Chaitoe’s lied gezongen op het Lokrang festival in Uttar Pradesh, 2017-tour

## Literair werk
In 2008 is Raj Mohan gedebuteerd als dichter bij uitgeverij In de Knipscheer met zijn bundel Bapauti / Erfenis, welluidende gedichten in het Sarnámi, de taal van de Surinaamse Hindostanen. De teksten zijn veelal geschreven in eenvoudige taal, vaak in een liedvorm en in de jij-vorm. Met zijn thema's plaatst hij zich in een traditie die geschapen is door dichters als Jit Narain en Cándani: de migraties, een nieuwe wereld tussen Hindostaanse tradities en de koude moderniteit, het moeilijke landbouwersleven, liefde. Hij voegt daaraan nog een nieuw thema toe: de fysieke aftakeling bij het ouder-worden.
In 2011 verscheen zijn tweede gedichtenbundel Tihá / Troost, 22 gedichten in het Nederlands, en 17 gedichten in het Sarnámi met een Nederlandse vertaling ernaast (die soms nogal afwijkt van het Sarnámi). De Sarnámi gedichten zijn eenvoudig van taal. Ze geven intieme familiescènes, ontspruiten bijna altijd uit de melancholie over een verdwenen of een verdwijnende wereld. Ze worden gedragen door het verdriet van de migrant die ergens tussen India, Suriname en Nederland de coördinaten van zijn leven en zijn identiteit probeert te zoeken. De Nederlandse gedichten zijn veelvormiger, het gaat daar ook over het Suikerfeest, over een schietincident en over overgewicht.

## Over Raj Mohan
Enkele interviews 2017-2018 (India):
- Guftagoo: Rajya Sabha TV (national tv India). Anchor: Syed Mohd Irfan.
- NDTV, Primetime: (national tv India) Anchor: Ravish Kumar
- BBC radio Delhi

In Nederland:
- Interview in de Volkskrant, 17 februari 2021
- Portret door Hans Ramsoedh.
- Interview met Stuart Kensenhuis voor Stanvaste Radio.

Recensies:
- Michiel van Kempen, 'Mohan torst in zijn eentje de Sarnámi traditie.' [Bespreking van Raj Mohan, Tihá/Troost]. In: Oso, jrg. 30 (2011), nr. 2, oktober, pp. 440-443.[2]